# 王暁東 (生化学者)
王 暁東（おう ぎょうとう、中国語：王晓东、英語：Xiaodong Wang、1963年 - ）はアメリカ合衆国の生化学者。テキサス大学教授。北京生命科学研究所長。主な業績はアポトーシスを引き起こすタンパク質であるシトクロムc、カスパーゼ9などの単離や、ミトコンドリア内での代謝経路の発見。
中国河南省新郷市出身。1984年に北京師範大学を卒業し、 1991年にテキサス大学から生化学のPh.D.を取得。 同大学サウスウェスタンメディカルセンターでマイケル・ブラウン、ジョーゼフ・ゴールドスタインの下で博士研究員となる。1995年エモリー大学助教授、1997年からハワード・ヒューズ医学研究所研究員。

## 受賞歴
- 2000年 イーライリリー生物化学賞
- 2004年 米国科学アカデミー賞分子生物学部門
- 2006年 ショウ賞 生命科学および医学
- 2007年 リチャード・ラウンズベリー賞
- 2020年 キング・ファイサル国際賞 科学部門

## 参照
- Xiaodong Wang, PhD